# Lupola bulba
Lupola bulba är en insektsart som beskrevs av Nielson 1982. Lupola bulba ingår i släktet Lupola och familjen dvärgstritar. Inga underarter finns listade i Catalogue of Life.